# La Granja d'Escarp
La Granja d'Escarp est une commune de la province de Lérida, en Catalogne, en Espagne, de la comarque de Segrià.